# Apollonia (stolica tytularna)

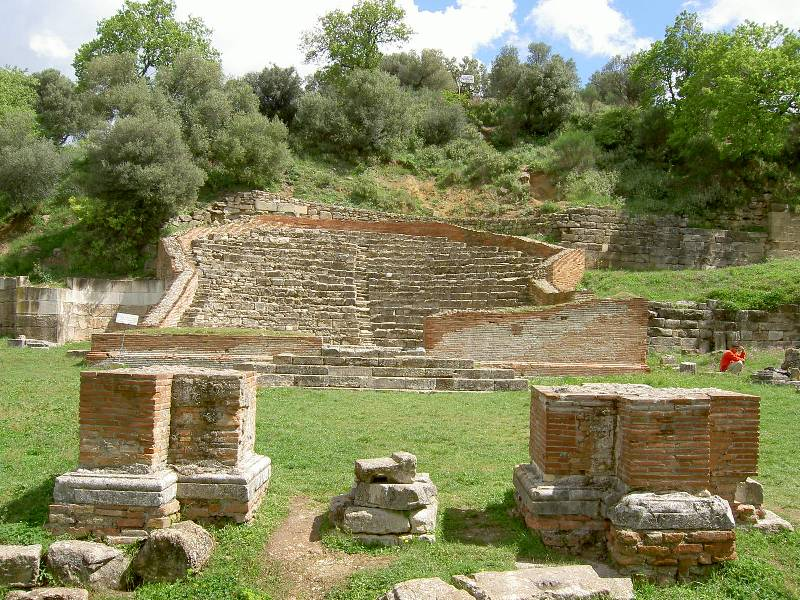
Ruiny dawnego miasta Apollonia

Apollonia (łac. Diocesis Apolloniensis) – stolica historycznej diecezji z siedzibą w starożynej Apollonii, istniejącej w czasach rzymskich w rejonie Epiro Nuovo, sufragania archidiecezji Durrës. Współcześnie w środkowej Albanii. Obecnie katolickie biskupstwo tytularne. 

## Biskupi tytularni
| Lp. | Biskup                           | Funkcja                                                | Od                   | Do                   |
| --- | -------------------------------- | ------------------------------------------------------ | -------------------- | -------------------- |
| 1   | Giulio Sabbatini                 | -                                                      | 20 marca 1726        | 8 marca 1745         |
| 2   | Bernardus Bonaventura Bokenhemer | -                                                      | 22 listopada 1745    | lipiec 1781          |
| 3   | François de Pierre de Bernis     | biskup pomocniczy Albi (Francja)                       | 10 grudnia 1781      | 20 września 1784     |
| 4   | Sebastiano Alcaini               | biskup pomocniczy Belluno (Włochy)                     | 14 lutego 1785       | 26 września 1785     |
| 5   | Federico Maria Molin             | -                                                      | 26 września 1785     | 24 sierpnia 1807     |
| 6   | James Whitfield                  | arcybiskup koadiutor Baltimore (USA)                   | 8 stycznia 1828      | 29 stycznia 1828     |
| 7   | Thomas Joseph Brown              | wikariusz apostolski Dystryktu Walii (Wielka Brytania) | 5 czerwca 1840       | 29 września 1850     |
| 8   | Louis-Simon Faurie               | wikariusz apostolski Kuiceu (Chiny)                    | 8 kwietnia 1851      | 21 czerwca 1871      |
| 9   | Joseph-Marie Laucaigne           | administrator apostolski Południowej Japonii (Japonia) | 3 października 1873  | 18 stycznia 1885     |
| 10  | Alphonse Joseph Glorieux         | wikariusz apostolski Idaho (USA)                       | 3 marca 1885         | 26 sierpnia 1893     |
| 11  | Luigi Domenico Cenci             | -                                                      | 17 września 1894     | 4 marca 1910         |
| 12  | Antonio Álvaro y Ballano         | biskup pomocniczy Toledo (Hiszpania)                   | 9 lipca 1913         | 25 maja 1914         |
| 13  | Pedro Segura y Sáenz             | biskup pomocniczy Valladolid (Hiszpania)               | 14 marca 1916        | 10 lipca 1920        |
| 14  | Arnoldus Aerts                   | wikariusz apostolski Holenderskiej Nowej Gwinei        | 20 lipca 1920        | 30 lipca 1942        |
| 15  | Pierre-Louis Genoud              | emerytowany biskup Basse-Terre (Gwadelupa)             | 17 marca 1945        | 15 października 1945 |
| 16  | John Cody                        | biskup pomocniczy St. Louis (USA)                      | 10 maja 1947         | 11 września 1956     |
| 17  | Franz Žak                        | biskup koadiutor Sankt Pölten (Austria)                | 4 grudnia 1956       | 1 października 1961  |
| 18  | Giuseppe Caprio                  | nuncjusz apostolski                                    | 14 października 1961 | 30 czerwca 1979      |
| 19  | Vincenzo Cirrincione             | biskup pomocniczy Palermo (Włochy)                     | 21 lutego 1980       | 8 stycznia 1986      |
| 20  | Jorge María Mejía                | urzędnik Kurii Rzymskiej                               | 8 marca 1986         | 21 lutego 2001       |
| 21  | Gilberto Jiménez Narváez         | biskup pomocniczy Medellín (Kolumbia)                  | 20 marca 2001        | 20 października 2015 |
| 22  | Claude Hamelin                   | biskup pomocniczy Saint-Jean-Longueuil (Kanada)        | 22 grudnia 2015      | 5 listopada 2019     |
| 23  | Antonio Crameri                  | biskup pomocniczy Guayaquil (Ekwador)                  | 20 grudnia 2019      | 5 lipca 2021         |
| 23  | Arnaldo Catalan                  | nuncjusz apostolski                                    | 21 stycznia 2022     |                      |